# Refiner
Een refiner is een machine die gebruikt wordt voor de productie van papier. Een refiner zorgt ervoor dat de papiervezel mechanisch wordt bewerkt (een maalproces).
Er bestaan twee soorten refiners:
- een kegelrefiner
- een platenrefiner

Voor beide types geldt dat ze bestaan uit een draaiend en een stationair deel. Op beide delen bevinden zich staafvormige verhogingen, die voor de maling zorgen. Door het draaien, maken de messen op het stationair deel en op het draaiende deel een soort scharende beweging. Vezels die tussen de messen komen, worden of beschadigd of ze worden korter "geknipt". De afstand tussen de messen/platen bepaalt de mate waarin de vezel wordt geknipt of beschadigd. Ook de materiaalkeuze van de refinerplaat, de breedte van en het aantal messen op de refinerplaat en de celstofsoort bepalen de soort van maling. 
Refiners zijn echte stroomvreters: een groot gedeelte van de energie die een papierfabriek gebruikt, gaat in het refinerproces. De refiner komt qua energieverbruik direct na het gedeelte in de papiermachine dat het papier droogt (de droogpartij).
De mate van malen wordt weergegeven met een Schopper-Riegler-test. In het kort beschreven wordt bij deze test van een vastgelegde hoeveelheid vezel-watermengsel bepaald hoe snel het water wegloopt. Hoe sneller het wegloopt, hoe minder de papiervezel gemalen is.
Malen heeft een grote invloed op de papiereigenschappen, onder andere worden de sterkte, de opaciteit (of doorzichtigheid) en de gladheid van het papier daarmee beïnvloed.
Een voorbeeld van een papier dat gemaakt wordt met een celstof die extreem gemalen is, is een transparant papier. Dit is zo sterk gemalen dat het zelfs doorzichtig wordt. Het malen heeft een negatieve invloed op de ontwatering, dat wil zeggen de snelheid waarmee het water wegloopt op de papiermachine bij de bladvorming. Bij transparant papier is dit zo slecht, dat de vezelmassa en het water in de bladvormingsdeel van de papiermachine tot tegen het kookpunt moeten worden opgewarmd voor een betere ontwatering. Een transparant papier machine heeft daarom ook een lage snelheid in vergelijking met de productie van andere papiersoorten.
Een voorloper van de refiner is de Hollander.